# Sicyodes convexaria
Sicyodes convexaria är en fjärilsart som beskrevs av Walker 1862. Sicyodes convexaria ingår i släktet Sicyodes och familjen mätare. Inga underarter finns listade i Catalogue of Life.